# Добешак, Рышард
Рышард Добешак (пол. Ryszard Dobieszak; 15 декабря 1913, Плоцк — 20 мая 1990, Варшава) — польский генерал времён ПНР, главный комендант гражданской милиции в 1956—1965 годах. Активный деятель ППР и ПОРП. Известен приказом о создании ЗОМО.

## Администратор
Ранняя биография Рышарда Добешака в открытых источниках не отражена. Известно, что он был активистом ППР, с 1948 состоял в правящей коммунистической ПОРП.
В 1945 Рышард Добешак возглавил повятскую администрацию Плоцка. Был председателем повятского совета. В 1950 — заместитель председателя Варшавского воеводского совета в Прушкове. В 1952—1954 — председатель Краковского воеводского совета.
В 1954 году Добешак возглавил Бюро по делам административного деления. 10 декабря 1954 занял пост заместителя министра внутренних дел ПНР.

## Главный комендант
12 июня 1956 Рышард Добешак был назначен главным комендантом гражданской милиции ПНР в звании генерала бригады (сменил на этом посту Станислава Воланьского). Назначение Добешака пришлось на период резкого обострения социально-политической обстановки в Польше. Через две недели поднялись рабочие протесты в Познани. Для подавления власти привлекли не только милицию, но и армию, погибли десятки людей, сотни были ранены.
Партийно-государственное руководство во главе с Владиславом Гомулкой распорядилось сформировать специальные милицейские части для подавления массовых протестов. Исполнителем этого решения стал генерал Добешак. 12 июля 1957 за его подписью был издан приказ о создании частей ЗОМО. В историю ПНР Рышард Добешак вошёл прежде всего в качестве «создателя ЗОМО».
Применение ЗОМО против протестных выступлений началось с марта 1957 года, ещё до официального приказа о создании. Бойцы ЗОМО разгоняли католические демонстрации в Жешуве, краковском районе Нова-Хута, Торуни, Пшемысле, подавляли забастовку трамвайщиков Лодзи. Крупное столкновение произошло в октябре 1957 года в Варшаве, где уличные драки демонстрантов с ЗОМО продолжались пять дней.
При разборе варшавских событий генерал Добешак подвергся критике на Политбюро ЦК ПОРП — за неспособность ЗОМО быстро подавить беспорядки. Он запросил усиленного оснащения спецсредствами, пообещал активизировать агентурную работу милиции, теснее координироваться со Службой безопасности и усилить партийный контроль. Трудности столкновений в Варшаве он объяснил тем, что студентов поддержали деклассированные, уголовные и хулиганские элементы.
Рышард Добешак пытался активизировать правоохранительную работу, вести борьбу не только с политическими противниками ПОРП и экономической «спекуляцией», но и с общеуголовной преступностью. Однако уровень криминала оставался высоким на протяжении всей истории ПНР.
От внутрипартийных конфликтов Добешак пытался дистанцироваться. Этого, однако не удалось. Лидер национал-коммунистической группировки «Партизаны» Мечислав Мочар, ставший в 1964 министром внутренних дел, решил заменить Добешака на своего активного сторонника Тадеуша Петшака. 20 июля 1965 генерал Добешак оставил пост главного коменданта гражданской милиции. Заместителем министра внутренних дел он пробыл ещё три года — до 31 июля 1968, после чего ушёл со всех должностей.

## Отставка и кончина
После отставки Рышард Добешак находился на пенсии, в политике не проявлялся.
Скончался Рышард Добешак в возрасте 76 лет, уже в Третьей Речи Посполитой, после падения власти ПОРП. Похоронен на кладбище Воинские Повонзки.

## Интересные факты
Пост главного коменданта гражданской милиции ПНР Рышард Добешак занимал девять лет — дольше любого предшественника и преемника.
Рышард Добешак был председателем правления спортивного клуба Wisła Kraków (ZS Gwardia), входил в комитет по организации празднования 50-летнего юбилея.